# Doxorubicin
Doxorubicin, được bán dưới tên thương mại Adriamycin cùng với một số những tên khác, là một loại thuốc hóa trị liệu được sử dụng để điều trị ung thư; bao gồm cả ung thư vú, ung thư bàng quang, sarcoma Kaposi, ung thư hạch và ung thư bạch cầu lymphocytic cấp tính. Chúng thường được sử dụng phối hợp cùng với các thuốc hóa trị liệu khác. Doxorubicin được tiêm vào tĩnh mạch.
Tác dụng phụ thường gặp có thể có như rụng tóc, ức chế tủy xương, nôn mửa, phát ban và viêm miệng. Các tác dụng phụ nghiêm trọng hơn có thể bao gồm các phản ứng dị ứng như sốc phản vệ, tổn thương tim, tổn thương mô tại chỗ tiêm, bỏng phóng xạ và ung thư bạch cầu liên quan đến điều trị. Người ta cũng thường thấy nước tiểu đổi màu đỏ trong vài ngày. Doxorubicin thuộc nhóm thuốc kháng sinh anthracycline và kháng khối u. Chúng hoạt động một phần bằng cách can thiệp vào chức năng của DNA.
Doxorubicin được chấp thuận cho sử dụng y tế tại Hoa Kỳ vào năm 1974. Nó nằm trong danh sách các thuốc thiết yếu của Tổ chức Y tế Thế giới, tức là nhóm các loại thuốc hiệu quả và an toàn nhất cần thiết trong một hệ thống y tế. Chi phí bán buôn ở các nước đang phát triển là khoảng 3,88 đến 32,79 USD/lọ 50 mg. Tại Vương quốc Anh chi phí bán bởi NHS là khoảng £ 100,12. Các phiên bản được pegyl hóa và trong liposome cũng có sẵn; tuy nhiên sẽ đắt hơn. Doxorubicin ban đầu được phân lập từ vi khuẩn Streptomyces peucetius.